# Canton d'Arles-sur-Tech
Le canton d'Arles-sur-Tech est une ancienne division administrative française, située dans le département des Pyrénées-Orientales et la région Languedoc-Roussillon.

## Histoire
Le canton d'Arles est créé en 1790. Il comprend à l'époque les communes d'Arles, Les Bains d'Arles, La Bastide, Montalba-les-Bains, Montbolo, Palalda, Saint-Marsal et Taulis.
Il intègre les communes de Corsavy et Montferrer en 1793 par détachement du canton de Prats-de-Mollo et comprend alors dix communes,.
Le nombre de communes tombe à neuf avec le rattachement de Palalda à Amélie-les-Bains en 1942, et à huit avec le rattachement de Montalba-d'Amélie, également à Amélie-les-Bains, en 1962.

## Composition
Le canton d'Arles-sur-Tech groupe huit communes :
| Nom                        | Code Insee | Intercommunalité     | Superficie (km2) | Population (dernière pop. légale) | Densité (hab./km2) |
| -------------------------- | ---------- | -------------------- | ---------------- | --------------------------------- | ------------------ |
| Arles-sur-Tech (chef-lieu) | 66009      | CC du Haut Vallespir | 28,82            | 2 690 (2014)                      | 93                 |
| Amélie-les-Bains-Palalda   | 66003      | CC du Haut Vallespir | 29,43            | 3 554 (2014)                      | 121                |
| Montferrer                 | 66116      | CC du Haut Vallespir | 21,95            | 187 (2014)                        | 8,5                |
| Corsavy                    | 66060      | CC du Haut Vallespir | 47,02            | 235 (2014)                        | 5                  |
| Montbolo                   | 66113      | CC du Haut Vallespir | 21,98            | 184 (2014)                        | 8,4                |
| Saint-Marsal               | 66183      | CC du Haut Vallespir | 15,36            | 96 (2014)                         | 6,3                |
| La Bastide                 | 66018      | CC du Haut Vallespir | 15,63            | 76 (2014)                         | 4,9                |
| Taulis                     | 66203      | CC du Haut Vallespir | 6,19             | 50 (2014)                         | 8,1                |

## Représentation

### Conseillers généraux de 1833 à 2015
| Période | Période      | Identité                    | Étiquette              | Qualité |
| ------- | ------------ | --------------------------- | ---------------------- | --- |
| 1833    | 1839         | Charles Lamer               |                        | Ancien lieutenant au Régiment des chasseurs à cheval de Vaucluse Propriétaire à Rivesaltes                           |
| 1839    | 1842         | Pierre Hermabessière        |                        | Propriétaire, médecin, conseiller d'arrondissement Maire d'Amélie-les-Bains (1833-1838 et 1840-1848)                 |
| 1842    | 1848         | Victor Calmètes (1800-1871) | Centre droit           | Conseiller à la Cour royale de Montpellier Député (1869-1870)                                                        |
| 1848    | 1852         | Jean Pujade                 | Républicain            | Médecin à Amélie-les-Bains                                                                                           |
| 1852    | 1862         | Pierre Hermabessière        |                        | Propriétaire, maire d'Amélie-les-Bains                                                                               |
| 1863    | 1870 (décès) | Baron Hippolyte Renault     | Bonapartiste           | Général de division, Sénateur (1859-1870)                                                                            |
| 1870    | 1871         | Joseph Julia                | Droite                 | Maire d'Arles-sur-Tech (1865-1870)                                                                                   |
| 1871    | 1874         | Jean Forné                  | Républicain            | Médecin - Maire d'Amélie-les-Bains Député (1878-1885)                                                                |
| 1874    | 1880         | Joseph Julia                | Droite                 | Maire d'Arles-sur-Tech (1874-1876)                                                                                   |
| 1880    | 1886         | Jules Deit                  | Républicain            | Maître de forges - Maire de Corsavy                                                                                  |
| 1886    | 1910         | Paul Pujade                 | Rad.                   | Médecin - Maire d'Amélie-les-Bains (1888-1913) Député (1906-1914 et 1915-1919) Président du Conseil Général          |
| 1910    | 1914 (décès) | Jean Vilar                  | Rad.                   | Maire d'Arles-sur-Tech (1908-1914)                                                                                   |
| 1914    | 1940         | Baptiste Pams (1889-1967)   | Soc.ind. puis SFIO     | Propriétaire agriculteur Maire d'Arles-sur-Tech (1914-1940) Plus jeune conseiller général de France en 1914 (25 ans) |
|         |              |                             |                        | |
| 1945    | 1967 (décès) | Baptiste Pams               | SFIO                   | Propriétaire agriculteur Maire d'Arles-sur-Tech (1914-1940 et 1944-1967)                                             |
| 1967    | 2001         | Jacqueline Alduy            | SFIO puis DVG puis UDF | Sénatrice (1982-1983) Maire d'Amélie-les-Bains-Palalda (1959-2001)                                                   |
| 2001    | 2015         | Alexandre Reynal            | PS                     | Commerçant Maire d'Amélie-les-Bains-Palalda (2001-2020) Elu en 2015 dans le Canton du Canigou                        |

### Conseillers d'arrondissement (de 1833 à 1940)
Le canton d'Arles-sur-Tech avait deux conseillers d'arrondissement.
| Période                                  | Période          | Identité                          | Étiquette         | Qualité |
| ---------------------------------------- | ---------------- | --------------------------------- | ----------------- | --- |
| 1833                                     | 1839             | Pierre Hermabessière              |                   | Médecin aux bains d'Amélie-les-Bains                                                                        |
| 1833                                     | 1839             | Pierre Mouchart                   |                   | Marchand toilier à Arles-sur-Tech, préposé aux douanes nationales                                           |
| 1839                                     | 1848             | M. Paillarès                      |                   | Négociant à Arles-sur-Tech                                                                                  |
| 1839                                     | 1848             | Jean Jacques Guillaume Deit-Vilar |                   | Propriétaire à Corsavy                                                                                      |
|                                          |                  |                                   |                   | |
|                                          | 1881 (démission) | Jean Raymond Abdon Echène         |                   | Président de la société L'Humanité à Arles-sur-Tech                                                         |
|                                          | 1887 (démission) | M. Barjan                         |                   | |
|                                          |                  |                                   |                   | |
| 1907                                     |                  | Casimir Sala                      | Radical           | Propriétaire à Corsavy                                                                                      |
| 1907                                     | 1937             | Jean-Pierre Augustin Ramon        | Radical puis SFIO | Propriétaire à Montferrer                                                                                   |
| 1925                                     |                  | Michel Puigségur                  | SFIO              | Ouvrier sculpteur sur bois, Palalda                                                                         |
| 1937                                     | 1940             | Joseph Claparols                  | SFIO              | Adjoint au maire d'Arles-sur-Tech Révoqué par le Gouvernement de Vichy                                      |
|                                          | 1940             | Gustave Pouzens                   | SFIO              | Quincaillier, propriétaire à Amélie-les-Bains                                                               |
| 1940                                     |                  |                                   |                   | Les conseils d'arrondissement ont été suspendus par la loi du 12 octobre 1940 et n'ont jamais été réactivés |
| Les données manquantes sont à compléter. |                  |                                   |                   | |

### Historique des élections

#### Élection de 2001
Les élections cantonales de 2001 ont eu lieu les dimanches 11 et 18 mars 2001.
| Candidat          | Parti | %       | Voix |
| ----------------- | ----- | ------- | ---- |
| Alexandre Raynal  | PS    | 62,74 % | 2514 |
| Jean-Pierre Pujol | DVD   | 37,26 % | 1493 |

Abstention : 29,63 %.

#### Élection de 2008
Les élections cantonales de 2008 ont eu lieu le dimanche 9 mars 2008.
| Candidat         | Parti | %       | Voix |
| ---------------- | ----- | ------- | ---- |
| Alexandre Raynal | PS    | 55,97 % | 2581 |
| Michel Sitja     | UMP   | 34,37 % | 1585 |

Abstention : 21,42 %.

## Démographie
| 1962  | 1968  | 1975  | 1982  | 1990  | 1999  | 2006  | 2011  | 2012  |
| ----- | ----- | ----- | ----- | ----- | ----- | ----- | ----- | ----- |
| 6 681 | 7 291 | 7 709 | 7 356 | 6 981 | 6 936 | 7 220 | 7 232 | 7 197 |